# يويل فان نييف
يويل فان نييف (بالهولندية: Yoëll van Nieff)‏ (17 يونيو 1993 بخرونينغن في هولندا - ) هو لاعب كرة قدم هولندي في مركز الدفاع. لعب مع نادي إكسلسيور ونادي دوردريخت ونادي غرونينغن.

## روابط خارجية
- يويل فان نييف على موقع قاعدة بيانات كرة القدم.إي يو (الإنجليزية)
- يويل فان نييف على موقع Soccerway.com (الإنجليزية)
- يويل فان نييف على موقع عالم كرة القدم.نت (الإنجليزية)